# Arca do conhecimento
Uma arca do conhecimento (também conhecida como arca do juízo final ou cofre do juízo final) é uma coleção de conhecimento preservada de tal forma que as gerações futuras teriam acesso a este conhecimento se todas as outras cópias fossem perdidas.
Cenários em que o acesso à informação (como a Internet) se tornaria impossível poderiam ser descritos como riscos existenciais ou eventos de nível de extinção. Uma arca do conhecimento pode assumir a forma de uma biblioteca tradicional ou de um banco de dados de computador moderno. Também pode ser de natureza pictórica, incluindo fotografias de informações importantes ou diagramas de processos críticos.
Uma arca do conhecimento teria que ser resistente aos efeitos de desastres naturais ou provocados pelo Homem para ser viável. Tal arca deveria incluir, mas não se limitar a, informações ou materiais relevantes para a sobrevivência e prosperidade da civilização humana.
Outros tipos de arcas do conhecimento podem incluir material genético, como num banco de ADN. Com o potencial de sequenciamento generalizado de ADN pessoal a tornar-se uma realidade, um indivíduo pode concordar em armazenar o seu código genético num formato de armazenamento digital ou analógico, o que permitiria a recuperação posterior desse código. Se uma espécie fosse sequenciada antes da extinção, o seu genoma ainda permaneceria disponível para estudo.

## Exemplos

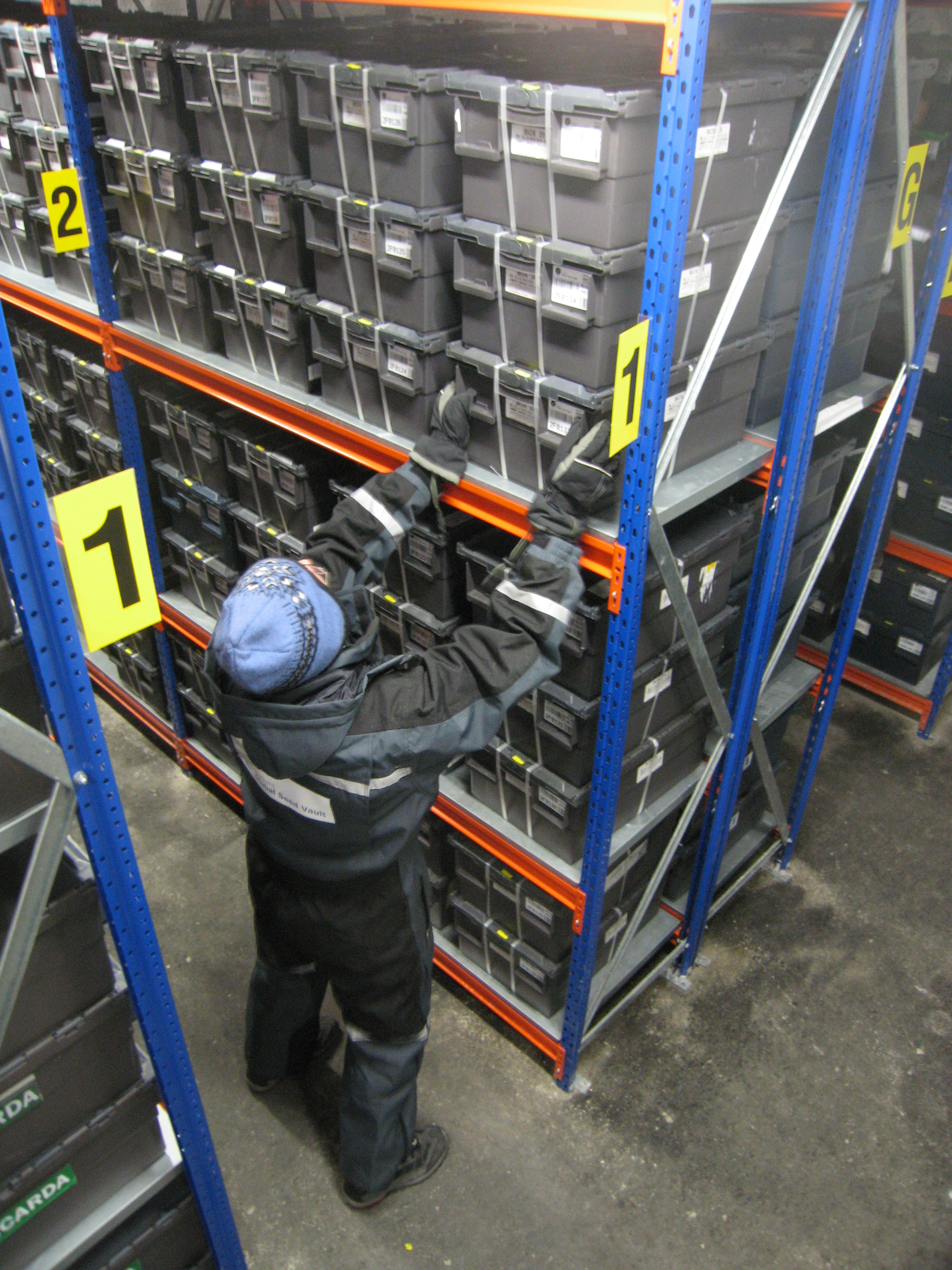
Recipientes de armazenamento no Banco Global de Sementes de Svalbard

Um exemplo de banco de ADN é o Silo Global de Sementes de Svalbard, um banco de sementes que se destina a preservar uma grande variedade de sementes de plantas (como culturas importantes) em caso de extinção.
O projeto Memória da Humanidade envolve a gravação do conhecimento humano em tábuas de argila e o seu armazenamento numa mina de sal. As gravuras são microscópicas.
Foi proposta uma arca lunar que armazenaria e transmitiria informações valiosas para estações recetoras na Terra. O sucesso disto dependeria também da disponibilidade de equipamento recetor compatível na Terra e do conhecimento adequado do funcionamento desse equipamento.
A Arch Mission Foundation enviou a Biblioteca Lunar, uma arca de conhecimento de 30 milhões de páginas projetada para sobreviver por milhões ou milhares de milhões de anos no espaço, para a lua na nave espacial israelita Beresheet em 2019. A nave espacial sofreu um pouso forçado. No entanto, a biblioteca provavelmente sobreviveu intacta.
O módulo de pouso Phoenix Mars, que pousou na superfície de Marte em 2008, incluiu o DVD "Visions of Mars", uma biblioteca digital sobre Marte projetada para durar centenas ou milhares de anos.
Em 22 de fevereiro de 2024, a Missão Arch pousou com sucesso uma Biblioteca Lunar na Lua, no módulo de pouso Odysseus da missão Intuitive Machines IM-1.

## Na cultura popular
- No livro de ficção científica de 2020, Ready Player Two, uma nave espacial chamada Vonnegut foi lançada para Proxima Centauri, que também funciona como uma arca do conhecimento, pois contém backups de materiais culturais da humanidade, como uma cópia autónoma do universo virtual OASIS, que eles chamam de ARC@DIA.